# Variable lumineuse bleue

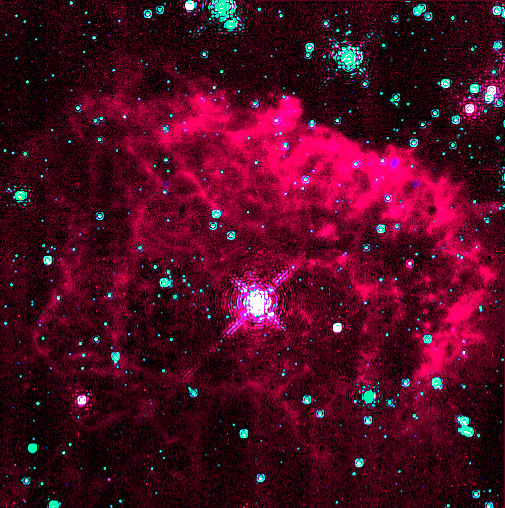
L'étoile du Pistolet.

En astronomie, une (étoile) variable lumineuse bleue (en anglais, Luminous blue variable (star) : LBV), appelée également (étoile) variable de type S Doradus ou variable de Hubble-Sandage, est une étoile variable hypergéante bleue et très lumineuse. Ces étoiles présentent de lents changements de luminosité, ponctués par des expulsions occasionnelles et importantes de matière (de l'ordre de 10−5 masse solaire par an). Extrêmement rares, elles ont été observées dans la galaxie d'Andromède et furent cataloguées pour la première fois par Edwin Hubble et Allan Sandage en 1953. C'est la raison pour laquelle elles furent longtemps appelées « variables de Hubble-Sandage » avant de prendre leur dénomination actuelle.
Ces étoiles, avec des masses allant jusqu'à 150 fois celle du Soleil, peuvent briller des millions de fois plus que le Soleil et ainsi approcher la limite théorique supérieure des radiations stellaires. Si elles étaient encore plus brillantes, la gravité serait insuffisante pour contrebalancer la pression de radiation et elles se disloqueraient. Elles maintiennent difficilement l'équilibre hydrostatique car leur vent stellaire éjecte constamment de la matière, faisant décroître la masse de l'étoile. Pour cette raison, elles sont habituellement entourées de nébuleuses, créées par ces explosions ; Eta Carinae est l'exemple le plus proche et le mieux étudié. À cause de leur masse élevée et de leur très grande luminosité, leur durée de vie est très courte : quelques millions d'années.
Au début du XXIe siècle, les théories estiment que les LBV correspondent à un stade d'évolution des étoiles très massives nécessaire pour évacuer l'excès de masse. 
Elles peuvent évoluer en étoiles Wolf-Rayet avant de finir en supernova. Si l'étoile ne perd pas assez de masse, elle peut produire une supernova particulièrement violente créée par instabilité de paires.

## Liste
- Dans la Voie lactée
  - Eta Carinae
  - Étoile du Pistolet
  - LBV 1806-20
  - P Cygni
  - AG Carinae
  - Wray 17-96
  - HR Carinae
  - HD 160529 (V905 Scorpii)
- Dans la Galaxie d'Andromède (M31)
  - AF Andromedae
  - AE Andromedae
  - M31 V15
  - VA-1
- Dans le Grand Nuage de Magellan
  - S Doradus
  - Sanduleak −69 202 ; cette étoile  n'existe plus. Elle a explosé en supernova, dont l'éclat a été vu en 1987 : SN 1987A
  - HD 269858 (R127)
  - HD 269006 (R71)
- Dans le Petit Nuage de Magellan
  - HD 5980
- Dans la Galaxie du Triangle
  - Étoile de Romano